# Kamwenge
Kamwenge est une ville du sud-ouest de l'Ouganda, capitale du district de Kamwenge.

## Source
- (en) Cet article est partiellement ou en totalité issu de l’article de Wikipédia en anglais intitulé « Kamwenge » (voir la liste des auteurs).